# Ursel Burmeister
Ursel Burmeister (* 24. Februar 1928) ist eine ehemalige deutsche Handballspielerin.

## Leben
Burmeister, die auf Vereinsebene für den Eimsbütteler TV auflief, absolvierte 40 Länderspiele für die deutsche Handballnationalmannschaft. Sie gehörte der deutschen Auswahl an, die 1956 den zweiten Platz bei der Weltmeisterschaft belegte. Als weiterer persönlicher Erfolg steht der dritte Platz mit den deutschen Handballerinnen bei der Weltmeisterschaftsteilnahme 1960 zu Buche.

## Quelle
- Kicker-Sportmagazin vom 5. Februar 1998, S. 40.

1. ↑  dhb.de: 100 Jahre Handball, abgerufen am 10. April 2018

| Personendaten    | Personendaten              |
| ---------------- | -------------------------- |
| NAME             | Burmeister, Ursel          |
| KURZBESCHREIBUNG | deutsche Handballspielerin |
| GEBURTSDATUM     | 24. Februar 1928           |